# Рецлоу (Долина Аосте)
Рецлоу је насеље у Италији у округу Долина Аосте, региону Долина Аосте.
Према процени из 2011. у насељу је живело 35 становника. Насеље се налази на надморској висини од 557 м.